# سیمان نسوز
سیمان نسوز نوعی سیمان است که در برابر گرما و آتش مقاومت بالایی دارد.
در اوایل قرن بیستم، یک مهندس اتریشی به نام لودویک هاچک از ترکیب الیاف آزبست با سیمان، موفق به اختراع سیمان نسوز شد، که با استقبال جهانی روبرو گشت.

## منبع
- ایماندل، کرامت‌الله، آزبست، فوائد و جنبه‌های بهداشتی آن، نشر نشانه.